# 마르코르기스 오헤크트 칸
마르코르기스 오헤크트 칸(ᠮᠠᠬᠠᠬᠦᠷᠬᠢᠰ, Махагүргис Үхэгт хаан, 馬兒古兒吉思烏珂克圖汗, 1446년 / 1448년 ~ 1465년)은 몽골 북원의 대칸(재위:1454년 ~ 1465년)으로 타이손 칸의 정실 소생 막내아들이다. 휘는 보르지긴 마르코르기스(한국 한자: 孛兒只斤 馬古可兒吉思 패아지근 마고가아길사 한국 한자: 孛兒只斤 馬兒古兒吉思 패아지근 마아고아길사 ᠮᠠᠬᠠᠬᠦᠷᠬᠢᠰ Махагүргис) 혹은 마르가르(麻兒可兒), 몽골어식 존호는 오헤크트 칸(ᠥᠭᠡᠭᠲᠦ ᠬᠠᠭᠠᠨ 烏珂克圖汗)이다. 몽골의 역사서 《초원제국(草原帝國)》에 의하면 그의 이름은 기독교의 성인 이름에서 유래한 이름으로, 성 마르코, 마가의 이름을 몽골어화 한 것이라 한다. 마르코르기스가 성 게오르기오스의 이름을 시리아어화한 것이라는 설도 있다. 명나라에서는 그를 소왕자(小王子)라 불렀다. 벨구테이의 후손 모하라이 등에 의해 추대되었으며, 재위기간 중 정치적 실권은 없었다.
모든 실권은 하르친부의 볼라이 태가 쥐고 있었다. 1460년부터 명나라를 소규모로 공격했고,  1462년 우량카이를 정벌했다. 1465년 옹니구트부 모리하이와 카라친부 보라이의 전쟁 중 휘말려 피살당했다. 

## 생애

### 생애 초반
마르코르기스는 1446년 혹은 1448년 출생이며 정확한 생일은 기록에 전하지 않는다. 타이손 칸과 오이라트부 출신 세첸 카툰(에센 타이시의 누이)의 아들로 태어났다. 이 경우 압단이 그의 친형제가 된다. 타이순 칸의 다른 후비 사무르 카툰이 마르코르기스의 생모라는 설이 있다. 일설에는 다른 후비 소생으로, 에센의 오이라트 4부의 공격을 받고 죽은 여자가 그의 생모라는 설도 있다. 에센 타이시가 타이손 칸의 일족을 살해할 때, 그는 수레 밑에 숨어서 겨우 목숨을 구했다 한다. 에센 타이시와 오이라트 4부가 항가이(Хангай)와 자브항(Завхан)을 공격할 때 타이손 칸의 카툰 중 1명을 살해했다. 이때문에 그의 몽골어식 존호가 오헤크트, 죽음의 칸이라는 존호가 붙었다 한다.
이름은 마르코르기스는 프랑스의 역사학자 르네 그로세트(René Grousset)가 쓴 몽골의 역사서 《초원제국(草原帝國)》에 의하면 그의 이름은 기독교의 성인 이름에서 유래한 이름으로, 성 마르코, 마가의 이름을 몽골어화 한 것이라 한다. 마르코르기스가 성 게오르기오스의 이름을 시리아어화한 것이라는 설도 있다.

### 몽골 북원의 대칸
1454년 에센 칸이 살해당하자 벨구테이의 후손인 모리하이를 비롯한 몽골 귀족들의 도움으로 즉위했으며, 어린 나이라 하여 명나라에서는 소왕자라고 불렀다. 그러나 실권은 모든 권력은 하르친의 볼라이 타이시에게 있었다. 일설에는 이미 죽은 톡토아부카 타이순 칸의 아내 사무르 카툰이 어린 아들을 몽골 카간으로 옹립하고, 카간으로 선포했으며 죽은 남편의 지지자들에 의존하여 그를 대신하여 오이라트를 정벌했다 한다. 몽골어식 존호 오헤크트는 죽음, 죽을 뻔한, 살해되었다는 뜻이다.
에센 타이시는 항가이와 자브항 지역에 있던 4오이라트부족을 이끌고 몽골을 공격하면서 그의 어머니를 살해하였다. 당시 겨우 여덟 살이었던 마하구르기스는 작은 수레 밑에 숨어서 목숨을 건졌다. 이 일로 인해 그는 훗날 오헤그트 칸(죽을 뻔한 칸, 죽은 칸)이라 불리게 되었다. 
즉위 직후 몽골 부족장들의 도움을 얻어 오이라트인들을 몽골 서부로 몰아냈다. 즉위 직후 그는 모리하이, 카라친부의 파라이(Булай)를 태사로 임명했다. 그는 실권은 없고 몽골 부족장들의 꼭두각시에 불과했고, 몽골 귀족들은 수시로 전쟁을 하였다. 카라친의 볼라이 타이시와 투메드의 도골란 타이지는 수시로 분쟁했다. 1460년 볼라이 타이시는 그를 대신하여 1460년부터 1462년까지 명나라의 변경을 계속 공략, 중국과의 전쟁을 시작했다. 성과는 없었으나 1462년 볼라이는 명나라 천순제에게 평화 조약을 체결하도록 강요했다.
이후 몽골 귀족들은 자주 분쟁을 벌이다가 1465년 그는 몽골 귀족들의 분쟁에 휩쓸려 몽골진 아이막에서 옹니구트부의 모하라이(또는 볼라이) 혹은 곽랑 타이지(郭朗台吉)에 의해 살해되었다. 투메드7부의 수령이자 카치운의 후손 도골란 혹은 돌란(Доголон, 몽골어로 절름발이라는 뜻) 태사 등도 마르코르기스 칸 암살에 가담한다. 일설에는 그를 암살한 인물은 카치운의 후손 몽골진부의 도골란 태사(Доголон тайжид) 혹은 돌란 태사라는 설도 있다. 모하라이가 파라이를 공격하여 혼란스러운 틈을 타 암살되었다는 설도 있다.

### 사후
결혼과 자녀 여부는 기록에 전하지 않는다. 이후 북원의 대칸은 옹니구트부의 모리하이 왕 혹은 투메드의 도골론 태사가 그의 이복 형 멀런 칸을 추대하였다.
1475년 만돌 칸은 마르코르기스 오헤크트 칸의 원수를 갚겠다고 선언, 출병하여 투메드부의 돌란 타이지를 사살하고 투메드부를 점령했다.

## 기년
| 첨원        | 4년            | 5년        |
| ----------- | -------------- | ---------- |
| 서력 (西曆) | 1456년         | 1457년     |
| 간지 (干支) | 병자(丙子)     | 정축(丁丑) |
| 연호 (年號) | 첨원(添元) 4년 | 5년        |

| 전임 에센 타이시 칸 | 제31대 몽골 제국 대칸 1454년 ~ 1465년 | 후임 멀런 칸 |

| 전임 에센 타이시 칸 | 제16대 북원 황제 1454년 ~ 1465년 | 후임 멀런 칸 |